# Квинт Цецилий Метел (консул 206 пр.н.е.)
Вижте пояснителната страница за други личности с името Квинт Цецилий Метел.
Квинт Цецилий Метел (на латински: Quintus Caecilius Metellus; * 250 пр.н.е.; † 175 пр.н.е.) е римски политик.

## Произход и кариера
Произлиза от род Цецилии, клон Цецилии Метели. Син е на Луций Цецилий Метел (консул 251 пр.н.е.).
Той e понтифекс през 216 пр.н.е., едил на плебеите през 209 пр.н.е. и 208 пр.н.е., консул през 206 пр.н.е., диктатор през 203 пр.н.е. и посланик при Филип V Македонски през 185 пр.н.е.
Той служи като легат на войската на Гай Клавдий Нерон и се бие във войната с Ханибал. През 201 пр.н.е. води комисията за терена на Самниум и Апулия. Известен е и като голям оратор.

## Деца
- Квинт Цецилий Метел Македоник
- Луций Цецилий Метел Калв